# Hatnuah
HaTnuah (en hebreo: התנועה, "El movimiento"), oficialmente Partido Tzipi Livni, fue un partido político liberal de Israel liderado por Tzipi Livni. El partido fue formado por disidentes de Kadima, un partido al que Livni había dirigido hasta marzo de 2012, cuando perdió frente a Shaul Mofaz.

## Historia
Tras su fundación a finales de 2012, el partido fue criticado en los medios de comunicación como ineficaz.
El 1 de diciembre de 2012, el exlíder del Partido Laborista Israelí, Amram Mitzna, se unió al partido. Un segundo líder laborista, Amir Peretz, se unió al partido el 6 de diciembre de 2012.
En las elecciones legislativas en Israel de 2013 obtuvo 179.818 votos y 6 escaños de la Knesset.

## Resultados electorales
| Año  | Líder       | Votos                    | %                        | Resultado | +/-         | Gob       |
| ---- | ----------- | ------------------------ | ------------------------ | --------- | ----------- | --------- |
| 2013 | Tzipi Livni | 189.167 (#7)             | 5,0                      | 6/120     |             | Coalición |
| 2013 | Tzipi Livni | Dentro de Unión Sionista | Dentro de Unión Sionista | 6/120     | Sin cambios | Oposición |